# Van Dik Hout
Van Dik Hout is een Nederlandse popgroep.

## Ontstaan
Van Dik Hout ontstond in 1985 op de scholengemeenschap Nieuwediep in Den Helder, waar schoolvrienden Martin Buitenhuis, Dave Rensmaag, Sandro Assorgia en Benjamin Kribben een band oprichtten die onder wisselende namen opereerde. Drummer Louis de Wit, die in een andere Helderse band speelde, werd in 1989 naar de band gehaald. Het repertoire bestond aanvankelijk uit covers van The Rolling Stones, de Eagles en een reeks toen populaire nummers. Rond 1990 schakelde de band over van Engelstalige naar Nederlandstalige muziek, daarbij werden de eerste eigen composities uitgeprobeerd bij liveoptredens. De bandleden waaierden vanwege studies over Nederland uit maar bleven regelmatig bijeenkomen voor repetities om zo rond 1992 eerst Haarlem en later Amsterdam als uitvalsbasis te nemen.

## Carrière
De nationale doorbraak van Van Dik Hout kwam in mei 1994 toen de single Stil in mij een hit werd. In de periode 2002-2005 zou dit nummer in verschillende peilingen van 3FM-luisteraars tot beste Nederlandstalige single aller tijden worden gekozen. Van het titelloze album Van Dik Hout, met naast Stil in mij onder andere de hits Alles of niets, Meer dan een ander en 's Nachts in mijn dromen, werden in korte tijd meer dan 100.000 exemplaren verkocht, waarmee het album platina werd.
De jaren erop had de groep verschillende grote hits in Nederland. Meer succesvolle albums, grotendeels geschreven door de tandem Assorgia/Buitenhuis, zouden volgen. Er werd opgetreden op grote festivals, zoals het bevrijdingsfestival in Haarlem (1994), Pinkpop (1995, 1998), Noorderslag (1996), Lowlands (1996) en Parkpop (1996). Tijdens het optreden op Lowlands verraste Van Dik Hout pers en publiek door met "mystery guest" Herman Brood een aantal nummers te spelen, waaronder het later als single uitgebrachte Pijn. In 2002 speelde Van Dik Hout tijdens het huwelijksfeest van Willem-Alexander en Máxima in de Amsterdam ArenA.
In 1999 vormde Van Dik Hout samen met Acda en De Munnik de gelegenheidsband De Poema's, waarvan het nummer Mijn houten hart in de top 5 van de hitlijsten belandde. In 2001 werd De Poema's nieuw leven ingeblazen met de nummer 1-hit Zij maakt het verschil. In 2003 gaven De Poema's bij wijze van "afscheid" vier uitverkochte concerten in de Heineken Music Hall.
Na meer dan tien jaar toeren en zeven albums nam Van Dik Hout in 2005 een sabbatical om nieuwe inspiratie op te doen voor een nieuw album. Begin 2007 kwam de band vervolgens met het album Alles waar ik nooit aan begon. Naast grote shows toerde Van Dik Hout langs de Nederlandse theaters, wat resulteerde in het album Live in het Luxor theater (2008).
In mei 2009 werd een hit behaald met Tot jij mijn liefde voelt, een vertaling door Huub van der Lubbe van Make You Feel My Love van Bob Dylan. Dit nummer verscheen ook op het in 2011 uitgebrachte album Leef!, dat een nieuwe periode inluidde. De band promootte het album met een uitgebreide clubtournee.
2012 was het jaar van een paar solo-uitgaven: drummer Louis de Wit bracht met Bevel Emboss als gitarist het instrumentale album Celluloid uit, waarmee hij de National Public Radio van de Verenigde Staten haalde. Benjamin Kribben bracht onder de naam Benk & de Dominators de cd Ogen open uit.
In 2014 was het dan twintig jaar geleden dat Stil in mij uitkwam. Van Dik Hout toerde door Nederland met een jubileumtournee en presenteerde een nieuw album: Alles wat naar boven drijft. Op dit in Berlijn opgenomen album deden Paul de Munnik, Thomas Acda, Daniël Lohues, Ellen ten Damme en JB Meijers mee.
Met nieuwe drummer Oscar Kraal in de gelederen trad VDH in 2018 op op Concert at Sea en begon in september aan de opnamen van een nieuw album. De eerste single, Eén nacht eeuwigheid, werd 4 januari 2019 gepresenteerd tijdens het jaarlijkse concert in Paradiso. Het nummer werd door NPO Radio 2 gekozen tot TopSong van de week. Oscar Kraal werkte ook samen met Milow, Anouk, Frank Boeijen en andere artiesten. Hij overleed op 1 april 2021 op 50-jarige leeftijd door alvleesklierkanker.
In 2021 werd de Gouden Harp aan hen toegekend.
In 2022 verzorgde Van Dik Hout de muzikale omlijsting bij het Groot Dictee der Nederlandse Taal. Dit werd voorgaande jaren gedaan door Thijs Boontjes en zijn Dans- en Showorkest. Op televisie vormde het Allegro assai uit het celloconcert in A-majeur Bq 172 van Carl Philipp Emanuel Bach de muzikale omlijsting van het dictee.
In januari 2023 brachten ze de single "Elk Verloren Uur" uit.

## Discografie

### Albums
| Album met eventuele hitnotering(en) in de Nederlandse Album Top 100 | Datum van verschijnen | Datum van binnenkomst | Hoogste positie | Aantal weken | Opmerkingen             |
| ------------------------------------------------------------------- | --------------------- | --------------------- | --------------- | ------------ | ----------------------- |
| Van Dik Hout                                                        | 1994                  | 17-09-1994            | 6               | 50           | Platina                 |
| Vier weken                                                          | 1995                  | 16-12-1995            | 16              | 39           | Goud                    |
| Kopstoot van een vlinder                                            | 1997                  | 15-11-1997            | 9               | 16           | Goud                    |
| Ik jou & jij mij                                                    | 2000                  | 08-04-2000            | 2               | 25           | Goud                    |
| Het beste van 1994-2001                                             | 2001                  | 19-05-2001            | 3               | 28           | Verzamelalbum / Platina |
| Vandaag alleen maar winnaars                                        | 2002                  | 28-09-2002            | 8               | 8            |                         |
| Een handvol zonlicht                                                | 2004                  | 26-06-2004            | 29              | 16           |                         |
| Alles waar ik nooit aan begon                                       | 2007                  | 03-03-2007            | 3               | 11           |                         |
| Live in het Luxor Theater                                           | 2008                  | 22-11-2008            | 70              | 8            | Livealbum               |
| Leef!                                                               | 2011                  | 28-05-2011            | 10              | 13           |                         |
| Alles wat naar boven drijft                                         | 2014                  | 18-01-2014            | 15              | 7            |                         |
| Één nacht eeuwigheid                                                | 2019                  |                       |                 |              |                         |

### Singles
| Single met eventuele hitnotering(en) in de Nederlandse Top 40 | Datum van verschijnen | Datum van binnenkomst | Hoogste positie | Aantal weken | Opmerkingen                                       |
| ------------------------------------------------------------- | --------------------- | --------------------- | --------------- | ------------ | ------------------------------------------------- |
| Stil in mij                                                   | 1994                  | 16-07-1994            | 23              | 9            | Nr. 19 in de Mega Top 50                          |
| Alles of niets                                                | 1994                  | 01-10-1994            | 33              | 3            | Nr. 29 in de Mega Top 50                          |
| Meer dan een ander / Laarzen aan mijn voeten                  | 1994                  | 10-12-1994            | tip18           | -            | Nr. 42 in de Mega Top 50                          |
| 's Nachts in mijn dromen (Live)                               | 1995                  | 22-07-1995            | 32              | 3            | Nr. 32 in de Mega Top 50                          |
| Mijn held zijn                                                | 1995                  | 25-11-1995            | tip6            | -            | Nr. 43 in de Mega Top 50                          |
| Laat het los (Live)                                           | 1996                  | 09-11-1996            | 21              | 13           | Nr. 21 in de Mega Top 50                          |
| Pijn                                                          | 1997                  | 08-02-1997            | tip13           | -            | met Herman Brood / Nr. 70 in de Mega Top 100      |
| De zon achterna                                               | 1997                  | 27-09-1997            | tip3            | -            | Nr. 66 in de Mega Top 100                         |
| Zenderruis & testbeeld                                        | 1998                  | -                     |                 |              | Nr. 89 in de Mega Top 100                         |
| De keuzes die je maakt                                        | 1998                  | 26-09-1998            | tip2            | -            | Nr. 41 in de Mega Top 100                         |
| Dromendief                                                    | 2000                  | 25-03-2000            | 37              | 2            | Nr. 44 in de Mega Top 100                         |
| De stilte valt zo hard                                        | 2000                  | 03-06-2000            | tip3            | -            | Nr. 62 in de Mega Top 100                         |
| Stap voor stap                                                | 2000                  | 28-10-2000            | tip8            | -            | Nr. 76 in de Mega Top 100                         |
| 1 keer alles                                                  | 2001                  | 28-04-2001            | 34              | 5            | Nr. 58 in de Mega Top 100                         |
| Alle duizend redenen                                          | 2001                  | 28-07-2001            | tip16           | -            | Nr. 87 in de Mega Top 100                         |
| Stip aan de hemel                                             | 2002                  | 11-05-2002            | tip1            | -            | met Kirsten / Nr. 41 in de Mega Top 100           |
| Volle maan                                                    | 2002                  | 10-08-2002            | tip6            | -            | Soundtrack Volle Maan / Nr. 47 in de Mega Top 100 |
| Stap in het licht                                             | 2003                  | 15-03-2003            | 34              | 4            | Nr. 38 in de Mega Top 50                          |
| Lege handen                                                   | 2004                  | 12-06-2004            | tip2            | -            | Nr. 47 in de Mega Top 50                          |
| Als de dag aanbreekt                                          | 2007                  | 10-02-2007            | tip17           | -            |                                                   |
| Tot jij mijn liefde voelt                                     | 18-04-2009            | 16-05-2009            | 34              | 4            | Nr. 7 in de Single Top 100                        |
| Eén nacht eeuwigheid                                          | 04-01-2019            |                       |                 |              |                                                   |
| Goud uit het niets                                            | 19-04-2019            |                       |                 |              |                                                   |
| Werken aan het wonder                                         | 27-09-2019            |                       |                 |              |                                                   |
| Op de golven dansen wij                                       | 18-02-2022            |                       |                 |              |                                                   |
| Elk verloren uur                                              | 06-01-2023            |                       |                 |              |                                                   |
| 30 jaar Stil in mij                                           | 17-05-2024            |                       |                 |              |                                                   |

### NPO Radio 2 Top 2000
| Nummers met noteringen in de NPO Radio 2 Top 2000 | '99 | '00 | '01 | '02 | '03 | '04 | '05 | '06 | '07  | '08 | '09  | '10 | '11  | '12  | '13  | '14  | '15  | '16  | '17  | '18  | '19  | '20  | '21  | '22  | '23  | '24 |
| ------------------------------------------------- | --- | --- | --- | --- | --- | --- | --- | --- | ---- | --- | ---- | --- | ---- | ---- | ---- | ---- | ---- | ---- | ---- | ---- | ---- | ---- | ---- | ---- | ---- | --- |
| Laat het los                                      | -   | -   | -   | -   | -   | -   | -   | -   | -    | -   | 1357 | -   | 1453 | 1534 | 1539 | 1492 | 1690 | 1883 | -    | -    | -    | -    | -    | -    | -    | -   |
| Meer dan een ander                                | -   | -   | -   | -   | -   | -   | -   | -   | -    | -   | -    | -   | -    | -    | -    | -    | 1663 | 1831 | 1861 | 1771 | 1657 | 1767 | 1699 | 1867 | 1929 | -   |
| Stil in mij                                       | 65  | 70  | 85  | 49  | 38  | 35  | 53  | 50  | 58   | 48  | 59   | 51  | 52   | 92   | 95   | 91   | 86   | 93   | 95   | 130  | 105  | 116  | 131  | 146  | 138  | 137 |
| Wanhoop niet                                      | ×   | ×   | ×   | ×   | ×   | ×   | ×   | ×   | 1516 | -   | -    | -   | -    | -    | -    | -    | -    | -    | -    | -    | -    | -    | -    | -    | -    | -   |

1. ↑  Een '-' betekent dat het nummer niet was genoteerd, een '×' betekent dat het nummer nog niet was uitgebracht en een vetgedrukt getal geeft de hoogste notering van een nummer aan.